# Dami Im
Dami Im (임다미?, Im Da-miLR, [im‿da.mi]; Seul, 17 ottobre 1988) è una cantante australiana, nata in Corea del Sud.
Trasferitasi giovanissima in Australia, è salita alla ribalta vincendo la quinta stagione del talent show The X Factor Australia. Successivamente è stata selezionata per rappresentare il suo paese all'Eurovision Song Contest 2016, dove con il brano Sound of Silence ha ottenuto il secondo posto, miglior piazzamento dello stato oceanico alla manifestazione musicale.

## Biografia
Nata in Corea del Sud, a Seul, con la madre e un fratello si è trasferita da piccola in Australia, precisamente a Brisbane presso la dimora di suo zio. Ha iniziato a studiare pianoforte fin dall'età di 5 anni, mentre ha imparato a cantare mentre cercava di imitare le sue cantanti preferite.  Prima di trasferirsi in Australia ha militato in gruppo corale gospel. All'età di 11 anni ha iniziato a studiare al conservatorio dell'università di Griffith e, a partire da quell'anno, ha iniziato a partecipare a svariate competizioni nazionali di pianoforte, uscendone spesso come vincitrice. Durante gli anni della scuola si è dunque esibita spesso come pianista, al massimo come corista, ma mai come cantante solista. Successivamente ha studiato presso l'Università del Queensland, laureandosi nel 2009, e nel frattempo prende anche un master in arti contemporanee presso l'università di Griffith.

## Carriera
Nel 2010 ha pubblicato il suo album d'esordio Dream, a cui hanno fatto seguito due EP negli anni seguenti. Tale album è stato pubblicato con lo scopo di raccogliere fondi per la chiesa che frequentava ai tempo. Il progetto è stato riedito nel 2011 con l'aggiunta di due tracce inedite. Il successo è arrivato soltanto nel 2013, con il trionfo alla quinta stagione del talent-show The X Factor Australia, a cui ha partecipato come componente del team di Dannii Minogue. Dopo una prima audizione in cui ha cantato Hero di Mariah Carey, l'artista è riuscita ad ottenere una forte rilevanza durante l'esperienza televisiva, finendo anche per ottenere un contratto con la Sony. L'artista pubblica dunque il singolo Alive, che debutta alla numero 1 nella classifica australiana e viene certificato platino, oltre ad ottenere successo anche in altri mercati. Il suo coach Dannii Minogue dirige il videoclip del brano. Pubblica dunque l'eponimo Dami Im, nel novembre del 2013. Il disco ha raggiunto il primo posto nella ARIA Charts ed è stato certificato disco di platino in Australia.
Nel 2014 ha collaborato con Samantha Jade, Jessica Mauboy e altre artiste alla realizzazione del singolo I Am Australian, cover di un brano degli anni '80 molto popolare in Australia.
Sempre nei primi mesi dello stesso anno viene selezionata come testimonial del brand della fashion designer Alannah Hill. Nel maggio e agosto 2014 ha pubblicato i singoli Super Love e Gladiator, che preludono alla pubblicazione del suo terzo disco, Heart Beats. Successivamente apre la leg australiana del All Of Me Tour di John Legend e pubblica il singolo Smile.
L'anno successivo, la SBS l'ha scelta per rappresentare l'Australia all'Eurovision Song Contest 2016, l'annuncio è stato dato il 3 marzo 2016 da Conchita Wurst all'Opera House di Sydney, con il brano Sound of Silence. Viene tra l'altro reso disponibile per la pre-ordinazione il quarto album in studio Classic Carpenters, che include soltanto brani dei The Carpenters. L'album viene pubblicato dal 22 aprile 2016 Il 12 maggio riesce a qualificarsi per la finale di sabato. Si classifica seconda, preceduta da Ucraina e precedendo la Russia, grande favorita fino alla finale. Diventa in questo modo l'artista australiana che si sia mai piazzata meglio nella competizione eurovisiva.
Nel 2017 pubblica i singoli Fighting For Love e Hold Me In Your Arms. Il 23 marzo 2018 pubblica il suo quinto album I Hear a Song, costituito da 14 brani di cui 12 cover e due tracce inedite. Nel 2019 l'artista lascia la Sony per diventare indipendente e pubblica il singolo Crying Underwater. Il 3 gennaio 2020 pubblica il singolo Kiss You Anyway, mentre nei mesi successivi partecipa alla trasmissione televisiva Dancing With The Stars. L'artista firma successivamente un nuovo contratto discografico con ABC Music, annunciando un album in arrivo per il 2021. Segue la pubblicazione di altri singoli Walk With Me, Paper Dragon e Marching On. Nel 2021 viene pubblicato il suo sesto album, My Reality.

## Stile e influenze
Dami Im si è spesso detta influenzata sia dalla musica k-pop che da divi della musica anglofona. L'artista cita fra gli altri BoA, Beyoncé, Mariah Carey, Noah Jones, Corinne Bailey Ray, Chris Tomlin e l'australiano Guy Sebastian.

## Discografia

### Album studio
- 2010 – Dream
- 2013 – Dami Im
- 2014 – Heart Beats
- 2016 – Classic Carpenters
- 2018 – I Hear a Song
- 2021 – My Reality

### EP
- 2011 – Snow & Carol
- 2012 – Intimacy
- 2019 – Live Sessions EP

### Singoli
- 2013 – Alive
- 2014 – I Am Australian (collaborativo)
- 2014 – Jolene (Acoustic)
- 2014 – Super Love
- 2014 – Gladiator
- 2015 – Smile
- 2016 – Sound of Silence
- 2016 – Fighting for Love
- 2017 – Hold Me in Your Arms
- 2019 – Crying Underwater
- 2020 – Kiss You Anyway
- 2020 – Walk with Me
- 2020 – Marching On
- 2020 – Paper Dragon
- 2021 – Lonely Cactus
- 2021 – Pray